# Sausage Party
 (décembre 2016).
Pour plus de détails, voir Fiche technique et Distribution.
Sausage Party : La Vie privée des aliments ou Party de saucisses au Québec (Sausage Party), est un film d'animation canado-américain réalisé par Conrad Vernon et Greg Tiernan, sorti en 2016.

## Synopsis
C'est la veille du 4 juillet, jour de la fête nationale aux États-Unis et le jour le plus favorable pour les aliments pour se faire acheter par les humains, qu'ils considèrent comme des dieux afin d'aller dans « Le Grand Au-delà ». Frank et Brenda, une saucisse et un pain à hot-dog, ont hâte d'aller dans le Grand Au-delà pour pouvoir enfin passer à l'acte.
Les tourtereaux sont finalement choisis par le même acheteur et Frank commence à se disputer avec Douche (Douche vaginale, ou Poire au Québec), une poire à lavement vaginal qui a hâte de se faire utiliser. Mais un client échange un pot de Moutarde au Miel et ce dernier affirme avoir découvert la vérité sur ces prétendus dieux. Hélas, personne ne croit à son délire et il se jette en bas du panier pour se suicider plutôt que de retourner dans une cuisine humaine. Frank et Brenda, qui ont tenté de le sauver, tombent aussi. Après un incident, plusieurs aliments tombent de leur panier, y compris Douche, lui qui espérait se faire utiliser très rapidement. En colère contre eux qu'il accuse d'être responsables de ce désastre, il veut les tuer, mais se fait ramasser par le gérant du supermarché Darren, pour être jeté à la poubelle, sa canule étant tordue.
Frank et Brenda tentent de regagner leurs rayons, accompagnés par Kareem Abdul Lavash, une pita musulmane et Sammy Bagel Jr., un bagel juif, qui refusent d'admettre avoir plus de points communs que de différences et qui passent leur temps à se disputer sur la surface allouée à chacun dans les rayons du supermarché. Les amis de Frank arrivent dans la cuisine où ils découvrent leur sort funeste, étant épluchés, bouillis vifs, dévorés crus ou préparés pour le repas du soir. Seul Barry, une saucisse amie de Frank difforme car trop courte et plus épaisse que la taille standard, échappe au carnage en se jetant dans le jardin, au malheur de perdre son meilleur ami et celui de Frank, Carl, tué pendant l’évasion.
Jeté à la poubelle, Douche s'échappe du container et se répare en partie en colmatant une fuite et en aspirant de force le jus d'une boîte de jus de fruits percée pour remplacer son fluide perdu, ce qui lui donne une plus grande force et il regagne le supermarché.
Franck et son groupe font un détour par le rayon des alcools ; ils espèrent y trouver des informations au sujet du Grand Au-delà, intrigués par les derniers mots de Moutarde au Miel. Ils localisent Eau-de-vie, qui fait partie d'un trio d'aliments non périssables et qui est de fait le produit le plus ancien du magasin. Malgré les avertissements de Brenda, Franck va le voir en lui promettant de revenir rapidement. Ce dernier lui avoue avoir inventé le Grand Au-delà pour cacher aux aliments leur sort funeste. Franck a du mal à accepter la vérité pendant que Brenda et ses amis, qui attendent Franck en vain, sont attirés par José Tequila au rayon des produits mexicains importés, alors que Frank devait les retrouver à l'allée des boissons alcoolisées. Teresa del Taco, une taco mexicaine lesbienne, tombe amoureuse de Brenda et la prévient du piège que Douche a préparé au bar des aliments mexicains. Ce dernier n'hésite pas à tuer son informateur après que sa proie lui a échappé, se renforçant en buvant les restes de Tequila, notamment avec le goulot.
Barry espère revenir au supermarché en sautant dans un sac en plastique tenu par un humain drogué stéréotypé qui a l’air défoncé par à peu près tout ce qui existe, mais il se retrouve dans la maison miteuse de ce dernier. Le drogué essaye la nouveauté du moment, des sels de bain injectés dans les veines, ce qui lui donne la possibilité de voir et communiquer avec Barry et les autres aliments de sa maison. Barry espère avec l'érudit Gum manipuler le drogué pour le faire revenir au supermarché mais ce dernier sombre dans le sommeil. À son réveil, il se souvient juste des effets des sels de bain (qui sont effacés en lui) et dévore un paquet de chips, sous les yeux horrifiés des autres aliments et se prépare à jeter Barry dans une casserole d'eau bouillante.
Franck veut avertir le supermarché mais Brenda refuse de le soutenir, estimant que cela n'apporte rien de bon. Le couple se déchire et finit par se séparer. Teresa veut consoler Brenda mais même si cette dernière admet avoir aussi un faible pour les filles, sa douleur d'avoir perdu Frank est trop forte pour entamer une nouvelle relation si rapidement. Frank suit la trace d'Eau-de-vie et trouve un livre de cuisine, prouvant les dires de ce dernier. Il utilise la sono du magasin pour montrer des pages arrachées du livre et ne recueille qu'indignation et rejet, disant aussi même que les dieux (les humains) sont immortels.
Barry revient au supermarché et révèle à Franck que les dieux peuvent être tués : il en apporte la preuve en montrant la tête du drogué, tranchée net par une hache décorative de son domicile après un accident domestique (référence à Destination finale et à L'âge de glace) dû à son incapacité à viser juste et à mettre Barry dans la casserole du premier coup. L'heure d'ouverture du supermarché sonne alors et grâce à Barry, qui fournit aux révoltés des cure-dents imbibés de sels de bains, ils droguent les clients, les employés et Darren. Ces derniers, devenus capables de discerner la vraie nature de leurs achats et leurs articles de maisons, commencent un massacre mais les aliments s'unissent et éliminent un à un tous les clients du supermarché et les employés, grâce à des stratagèmes élaborés. Mais Douche s'empare de Darren (armé d'un revolver), contrôlant ses mouvements en s'insérant dans son entre-jambe (parodie de Ratatouille), tentant de tuer Franck à coup de revolver. Mais Barry et Gum unissent leurs capacités pour tendre un piège à Douche et le propulsent, ainsi que le malheureux manager, dans les airs avant de le faire exploser avec du propane.
La victoire en poche, Brenda et Franck peuvent enfin s'unir charnellement. Ayant compris qu'il avait été floué dans ses croyances, Lavash avoue son amour à Sammy et les deux s'unissent à leur tour. Rapidement ce sont tous les aliments du supermarché qui célèbrent physiquement leur victoire dans une immense orgie.
Gum et Eau-de-vie informent alors Franck et ses amis qu'ils ont réalisé leur véritable nature : ils ne sont pas réels mais juste les personnages d'un film d'animation dont des célébrités font la voix de leurs personnages, notamment Seth Rogen et Edward Norton. Gum a construit un portail pour passer dans le monde réel et la troupe décide d'aller voir de l'autre côté pour rencontrer leurs créateurs, les personnalités qui font la voix de leurs personnages et couper les fils pour être tous libres.

## Fiche technique
Sauf indication contraire, les informations mentionnées dans cette section peuvent être confirmées par la base de données cinématographiques IMDb,  présente dans la section « Liens externes ».
- Titre français : Sausage Party : La Vie privée des aliments
- Titre québécois : Party de saucisses[1]
- Titre original : Sausage Party
- Réalisation : Conrad Vernon et Greg Tiernan
- Scénario : Seth Rogen, Evan Goldberg, Kyle Hunter et Ariel Shaffir
- Direction artistique et décors : Kyle McQueen
- Son : Phillip Bladh
- Montage : Kevin Pavlovic
- Musique : Christopher Lennertz et Alan Menken
- Production : Megan Ellison, Evan Goldberg, Seth Rogen et Conrad Vernon
  - Production déléguée : David Distenfeld, Jonah Hill, Kyle Hunter, Ariel Shaffir et James Weaver
  - Production exécutive : Bruce Franklin et Nicole Stinn
  - Coproduction : Pilar Flynn, Jillian Longnecker et Alex McAtee
- Sociétés de production : Nitrogen Studios (en), Annapurna Pictures, Point Grey Pictures et Columbia Pictures
- Société de distribution : Columbia Pictures
- Budget : 19 000 000 $[2]
- Pays d'origine :  États-Unis -  Canada
- Langue originale : anglais
- Format : couleur – 1,85:1 – son Dolby Digital / DTS / Dolby Surround 7.1 / SDDS / Auro 11.1 (en)
- Genre : Animation, aventure, comédie érotique et comédie noire
- Durée : 89 minutes
- Dates de sortie :
  - États-Unis : 12 août 2016
  - Belgique : 26 octobre 2016
  - France : 30 novembre 2016[3]
- Classification :
  - États-Unis : R - Restricted (interdit aux moins de 17 ans non accompagnés d'un adulte)
  - France : interdit aux moins de 12 ans[3] lors de sa sortie en salles.
  - Québec : interdit aux moins de 16 ans

## Distribution

### Voix originales
Sauf indication contraire, les informations mentionnées dans cette section peuvent être confirmées par la base de données cinématographiques IMDb,  présente dans la section « Liens externes ».
- Seth Rogen : Frank et le sergent Pepper
- Kristen Wiig : Brenda Bunson
- Jonah Hill : Carl
- Bill Hader : Firewater, José Tequila et El Guaco
- Michael Cera : Barry
- James Franco : le Drogué
- Danny McBride : Moutarde au Miel
- Craig Robinson : M. Grits
- Paul Rudd : Darren
- Nick Kroll : Douche
- David Krumholtz : Kareem Abdul Lavash
- Edward Norton : Sammy Bagel Jr.
- Salma Hayek : Teresa del Taco
- Anders Holm : Troy
- Lauren Miller : Camille Toh
- Harland Williams : un Baba Ganoush, une bouteille de ketchup et un trafiquant de drogue
- Stephanie Beard : des bébés carottes et des biscuits à moitié mangés
- Conrad Vernon : un rouleau de papier de toilette
- Greg Tiernan : une patate irlandaise et une soupe aux nouilles
- Scott Underwood : Twinkie, une pointe de pizza, un sac de chips Krinkler et Gum
- Alistair Abell : Mariachi Salsa et un pot de Gefilte Fish
- Iris Apatow : les bonbons aux mûres
- Ian James Corlett : une pomme, une réglisse française Tickilish, un pot de relish et un sac de nourriture pour chien
- Vincent Tong : une croustille Pislitz, un jus en boîte et une bouteille de rhum jamaïcain
- Sam Vincent : un sandwich à moitié mangé, une Pop Tart et une réglisse

### Voix françaises
- Julien Kramer : Frank
- Barbara Beretta : Brenda
- Benjamin Pascal : Barry
- Emmanuel Garijo : Carl et Tequila
- Benoît Du Pac : Troy et Darren
- Juan Llorca : Gum
- Tanguy Goasdoué : Douche
- Gilles Morvan : Firewater
- Gilbert Lévy : Twink (un des non-périssables et amis de Firewater) et Gefilte Fish
- Mark Lesser : Sammy Bagel Jr.
- Cyril Hanouna : Kareem Abdul Lavash[4]
- Ethel Houbiers : Teresa del Taco
- Cyrille Monge : Moutarde au Miel
- Nessym Guetat : M. Grits et le Drogué
- Grégory Laisné : Pizza et Ketchup
- Éric Peter : le distributeur de bonbons et un client de Shopwell
- Charles Pestel : Baba Ganoush
- Marie Giraudon : le pain à hot dog
- Olivia Dutron, Céline Legendre-Herda, Eilias Changuel, Mathieu Morel, Émilie Marié, Matheo Capelli, Audrey Nataf, Philippe Roullier, Romain Altché : voix additionnelles

 Source et légende : version française (VF) sur RS Doublage.

### Voix québécoises
- Tristan Harvey : Frank
- Viviane Pacal : Brenda
- Olivier Visentin : Carl
- Nicolas Bacon : Barry
- Camille Cyr-Desmarais : Teresa
- Antoine Durand : Sammy
- Adib Alkhalidey : Kareem Abdul Lavash, M. Grits
- François Sasseville : Gum
- Guy Nadon : Firewater
- Gilbert Lachance : le Drogué
- Martin Watier : Darren
- Réal Béland : Douche, Tequila
- Bernard Fortin : un rouleau de papier de toilette
- Stéfanie Dolan : La caissière
- Stéphane Rivard : Moutarde au Miel

 Source et légende : version québécoise (VQ) sur Doublage.qc.ca.

## Accueil

### Box-office

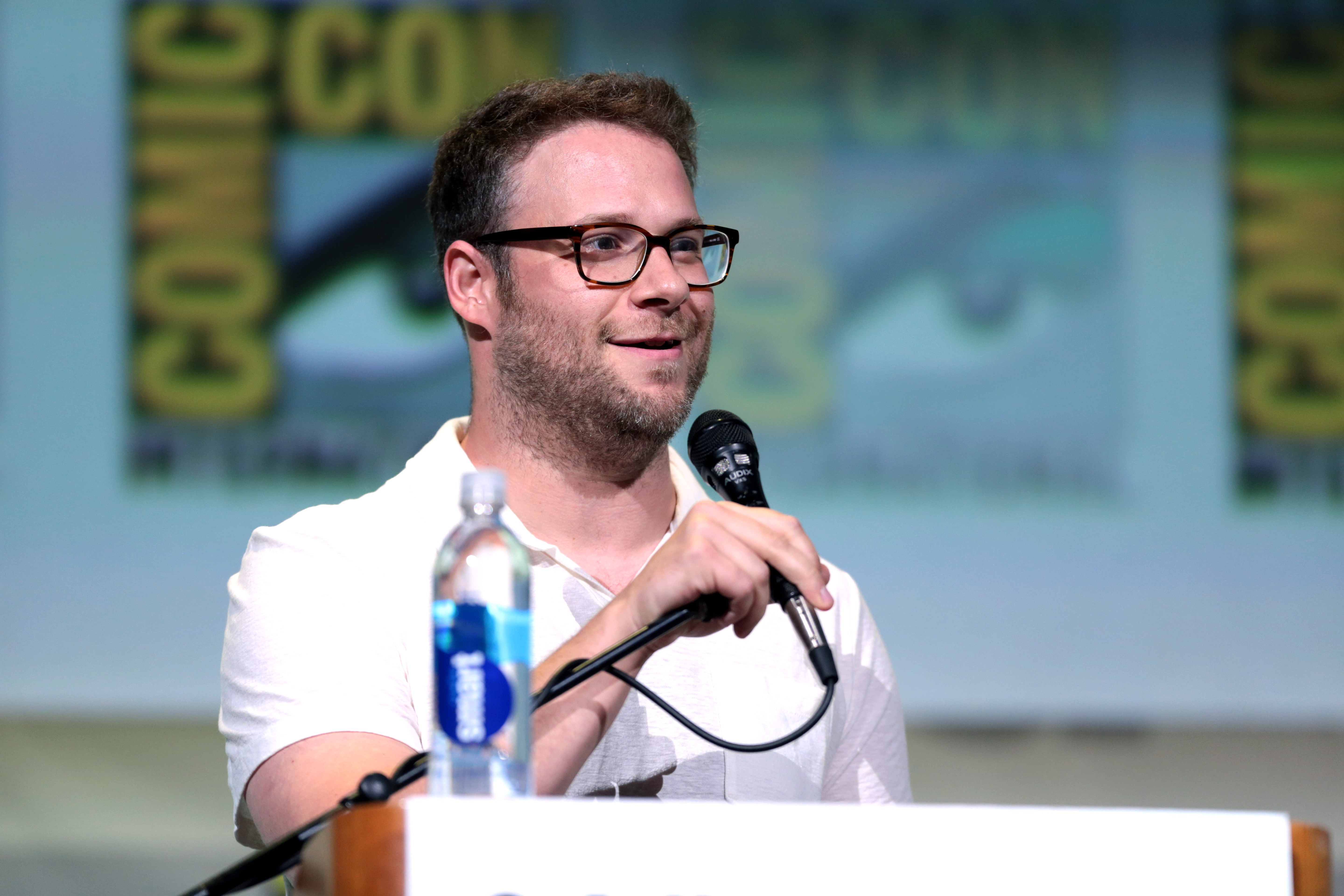
Le co-scénariste et interprète du héros du film, Seth Rogen.

Pour son premier jour d'exploitation aux États-Unis et au Canada, Sausage Party se place à la première place et rapporte 13,5 millions dans 3 103 cinémas devant Suicide Squad, sorti une semaine plus tôt, avec 13,1 millions. Le film descend à la deuxième place avec 34,2 millions lors du premier week-end d'exploitation, derrière Suicide Squad qui effectue 43,5 millions. Finalement, le film a rapporté 140 752 617 $ au box-office mondial, dont 97 685 686 $ en Amérique du Nord et 43 066 931 $ à l'international. Sausage Party est alors le plus grand succès commercial, en animation classée R, de tous les temps.
En France, également pour son premier jour d'exploitation, le film se positionne à la quatrième place du classement avec 5 803 entrées dans 81 salles, derrière Oppression, Sully et Vaiana : La Légende du bout du monde. Pour sa première semaine, il reste à la quatrième place avec 39 915 entrées, toujours derrière Oppression, Sully et Vaiana. Au total, le film a cumulé 67 017 entrées.

### Controverse sur les conditions de travail
Après la sortie du film, une controverse émerge après que des commentaires anonymes attribués à des animateurs de Sausage Party dans un article du Cartoon Brew (en) affirment que les animateurs du Nitrogen Studios (en) travaillaient dans de mauvaises conditions, étant forcés par le réalisateur Greg Tiernan d'effectuer des heures supplémentaires sans compensation et menacés de renvoi si le travail n'était pas fini à temps. Au total, 36 des 83 animateurs ont été blacklistés et non-crédités dans le film, probablement à cause de leurs plaintes. Des interviews anonymes d'animateurs impliqués dans la création du film faites par Variety, The Washington Post, et The Hollywood Reporter ont présumé que les commentaires étaient vrais. Tous les animateurs avaient été prévenus qu'ils ne seraient pas crédités s'ils refusaient de faire des heures supplémentaires non rémunérées,,. Les animateurs interrogés ont précisé que leurs plaintes ne concernent que Nitrogen Studios (en) et non les rédacteurs/producteurs Seth Rogen, Evan Goldberg et Conrad Vernon.

### Polémiques lors de la diffusion
Aux États-Unis, le film est interdit aux enfants de moins de 17 ans non accompagnés. En France, la ministre de la culture a délivré au film d’animation Sausage Party des visas d’exploitation (en VOSTF et VF) assortis d’une interdiction aux mineurs de douze ans, en raison de la présence de « très nombreuses scènes à caractère sexuel et un langage cru qui, en dépit de leur second degré, ne sont pas appropriés à un jeune public ». Dans le reste du monde, les restrictions varient de 21 ans (Singapour) à 11 ans (Suède). En dehors des pays scandinaves et de la France, les autres pays européens estiment qu’il faut avoir au moins 14 ans pour aller voir ce film.
En France, les scènes du film représentant de manière explicite une activité sexuelle de groupe entre les aliments, allant de la masturbation collective à la pratique du sadomasochisme, ont amené plusieurs associations catholiques traditionalistes, notamment La Manif pour tous et la Confédération nationale des associations familiales catholiques à exprimer leur mécontentement dès les premières heures de la sortie en salle. La Manif pour tous le qualifie de « film d'animation pornographique », exigeant son interdiction aux moins de 17 ans,.
De même, l'association Promouvoir, proche des milieux intégristes, dépose, avec d'autres organisations comme Juristes pour l'enfance, une requête au tribunal administratif de Paris le 1er décembre 2016 pour demander l'interdiction du film aux moins de 16 ans. Le recours est finalement rejeté. Le tribunal conclut que « l’interdiction de la diffusion aux moins de douze ans, le titre, l’affiche et la bande annonce du film mettent suffisamment en relief son caractère « subversif » et l'omniprésence des connotations sexuelles » ; l’ordonnance est détaillée et très ironique.

## Du même sujet
- Patate et le Jardin potager